# Aedes upatensis
Aedes upatensis är en tvåvingeart som beskrevs av Anduze och Max K. Hecht 1943. Aedes upatensis ingår i släktet Aedes och familjen stickmyggor.
Artens utbredningsområde är Venezuela. Inga underarter finns listade i Catalogue of Life.